# طمطوم وأبطال الروضة الخضراء
طمطوم وأبطال الروضة الخضراء هو مسلسل رسوم متحركة ياباني من إخراج هديكي أوبا، تأليف ماساكي ساكوراي. يحكي عن قرية تعيش فيها كائنات بأشكال فواكة وخضروات، في القرية أيضا تعيش فتاة ووالدها وتحصل لهم مغامرات ممتعه وشيقة. عُرض ما مجموعة 50 حلقة على تلفزيون طوكيو من 3 أبريل 1992 إلى 27 مارس 1993.

## القصة
- قصة طمطوم وأبطال الروضة الخضراء هي قصة مسلسل رسوم متحركة ياباني من إخراج هديكي أوبا، تأليف ماساكي ساكوراي. يحكي عن قرية تعيش فيها كائنات بأشكال فواكة وخضروات والحشرات ، وفي القرية تعيش فتاة مع والدها اسمها الانسة دراقة ابنة الامبراطور وتحصل لهم مغامرات ممتعه وشيقة. عُرض ما مجموعة 50 حلقة على تلفزيون طوكيو من 3 أبريل 1992 إلى 27 مارس 1993.
- الشخصيات في طمطوم وأبطال الروضة الخضراء هي كائنات بأشكال فواكة وخضروات ويعيشون في قرية سعيدة. الشخصية الرئيسية هي طمطوم، وهو طماطم شجاع وقائد لفريق من عشرة أبطال. الأبطال الآخرون هم:

1- دكتور أناناس: أناناس ذكي ومخترع
2-ماما خضور :طباخة ماهرة وممتلئ الجسم
3-بنانة انه خجول للغاية ويخفي وجهه عندما يكون خائفا أو في وضع سيء
4- جزر: جزرة سريع ويطلق سهام نينجا شخصيا ساعي البريد
5- فلفلة: الانسة فلفلة مدرسة في روضة الاطفال
6- بصول: بصول عطارة وتصنع العطور 
7-بطاطا: روكي وهو حطاب قوي 
8- ليمونة الحلوة: ليمونة لطيفة وودودة وتعمل نصف دوام 
9-بازيلاء : اربع حبات صغيرة من بازيلاء 
10-طماطم : وهي الشخصية العاشرة طمطوم شجاع وقوي وقائد الفريق 
- خوخ : الحكيم خوخة هو الذي اعطة القوة 
الى ابطال روضة الخضراء 
الاشرار: الحشرات 
-الفراشة : الانسة بشورة شخصية انانية تريد ان تصبح اجمل انسة في روضة الخضراء  وتريد ان تحصل على الاشياء مهما كان 
-السرعوف : سرعوف رأس مدبر للعصابة لديه مقص حاد 
-الخنفساء : زعزوع  يعتمدون عليه بقوته وتحريك الالات 

هذه الشخصيات تعيش مغامرات ممتعة وشيقة مع فتاة اسمها الانسة دراقة  ووالدها امبراطور روضة الخضرة ، القصة التي يعرضها طمطوم وأبطال الروضة الخضراء هي قصة مغامرات وكوميديا تدور حول حياة كائنات بأشكال فواكة وخضروات و الحشرات في قرية سعيدة. هذه الكائنات تواجه مشاكل ومواقف مضحكة  يحارب الابطال  ضد أعداء يحاولون الذين يحاولون  السيطرة على القرية . طمطوم هو وقائد الابطال  يسعى دائما لحماية أصدقائه والقرية من أي خطر.